# Hoàng Trung, Tây Ninh (Thanh Hải)
Hoàng Trung (tiếng Trung: 湟中区; bính âm: Huángzhōng Qu) là một huyện thuộc địa cấp thị Tây Ninh, tỉnh Thanh Hải, Trung Quốc.

## Địa lý
Huyện Hoàng Trung có diện tích 2.444,07 km², dân số năm 2010 là 437.835 người.

## Hành chính
Huyện Hoàng Trung được chia thành 11 trấn: Lỗ Sa Nhị (鲁沙尔镇), Tổng Trại (总寨镇), Thượng Tân Điếm (上新庄镇), Điền Gia Trại (田家寨镇), Cam Hà Than (甘河滩镇), Cộng Hòa (共和镇), Đa Ba (多巴镇), Lạn Long Khẩu (拦隆口镇), Thượng Ngũ Trang (上五庄镇), Lý Gia Sơn (李家山镇), Tây Bảo (西堡镇) và 5 hương: Quần Gia (群加乡), Thổ Môn Quan (土门关乡), Hán Đông (汉东乡), Đại Tài (大才乡), Hải Tử Câu (海子沟乡).